# Детеріорація
Детеріорація (від лат. deterior — гірший) — процес, протилежний меліорації, — погіршення, псування землі або інших природних ресурсів, об'єктів (розвиток пустель, солонців тощо).
Детеріорація середовища — погіршення навколишнього природного середовища, яке відбувається під впливом антропогенних факторів. Те ж саме, що і деградація середовища.